# São Pedro de Gafanhoeira
São Pedro de Gafanhoeira (verwaltungstechnisch auch Gafanhoeira (São Pedro)) ist ein Ort und eine ehemalige Gemeinde (Freguesia) im portugiesischen Kreis (Concelho) von Arraiolos. In der Gemeinde lebten 495 Einwohner (Stand 30. Juni 2011).

## Geschichte
Der Ort ist älter, eine eigenständige Gemeinde wurde er jedoch erst im 16. Jahrhundert.
Am 29. September 2013 wurden die Gemeinden Gafanhoeira (São Pedro) und Sabugueiro zur neuen Gemeinde União das Freguesias de Gafanhoeira (São Pedro) e Sabugueiro zusammengefasst. Gafanhoeira (São Pedro) ist Sitz dieser neu gebildeten Gemeinde.

## Sehenswürdigkeiten
Mit der Gemeindekirche und der Kapelle Capela de Nossa Senhora das Necessidades aus dem frühen 16. Jahrhundert stehen zwei Sakralbauten der Gemeinde unter Denkmalschutz. Die Ende des 16. Jahrhunderts errichtete, einschiffige Gemeindekirche Igreja de São Pedro zeigt gotische und manieristische Elemente.